# Mastered Trax
Mastered Trax eller Mastered Trax Latino är ett amerikansk/mexikanskt skivbolag grundat år 2007 med huvudkontor i Los Angeles, Kalifornien. Man har även ett kontor i Guadalajara i Jalisco i Mexiko. Mastered Trax är ett dotterbolag till Empire Distribution, ett större skivbolag i USA. Den framgångsrika mexikanska rapparen C-Kan har varit under skivkontrakt med Mastered Trax Latino sedan 2007 och är även en av huvudpersonerna inom bolaget.

## Artister
- C-Kan
- Stylo
- Don Aero
- Melódico
- Derian
- S. Gats